# バーレーシュワル

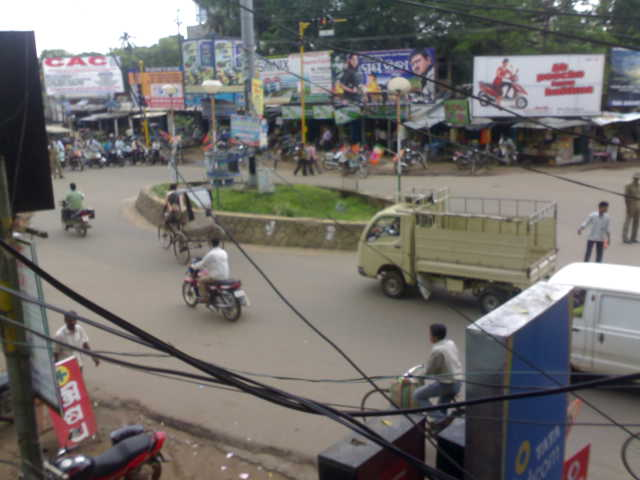
バーレーシュワルの街並み

バーレーシュワル（ヒンディー語：बालेश्वर, Baleshwar）は、インドのオリッサ州、バーレーシュワル県の都市。英語読みではバラソール（Balasore）とも呼ばれる。

## 歴史
1568年、ムガル帝国の支配下に入った。
1634年、シャー・ジャハーンの治世、海沿いの町ということもあってイギリス人が居住するようになり、やがて居留地が出来、1640年には工場が設立された。
18世紀後半まで、ムガル帝国の主権下にあったものの、それ以降主権はボーンスレー家に移った。
1803年、第二次マラーター戦争の結果、バーレーシュワルはボーンスレー家からイギリスへと割譲された。
2023年6月2日、郊外で列車の二重衝突事故が発生。死者120人以上、負傷850人以上。

## 地理
- 21°30`N, 86°56`Eに存在する。
- 州都ブバネーシュワルから北へ194 キロの地点、西ベンガル州と接し、ベンガル湾に面している。

## 人口
2001年の国勢調査では、156430人。うち、男は52%、女は48%である。

## ギャラリー

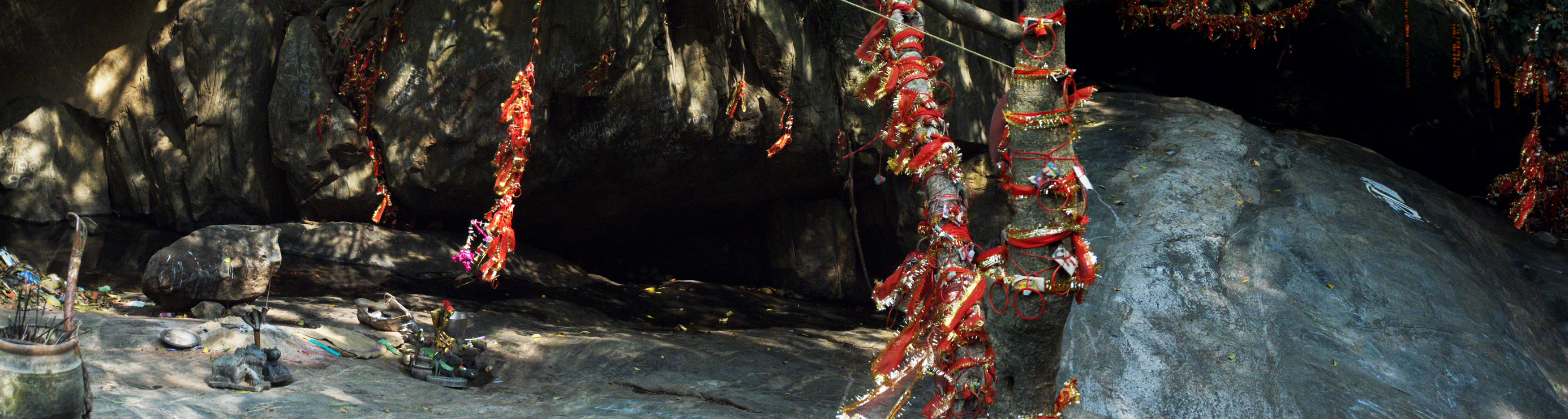
パーンチリンゲーシュワラ寺院